# Klęczkowo (Działdowo)
Klęczkowo (deutsch Klenzkau) ist ein Dorf in der polnischen Woiwodschaft Ermland-Masuren. Es gehört zur Gmina Działdowo (Landgemeinde Soldau) im Powiat Działdowski (Kreis Soldau).

## Geographische Lage
Klęczkowo liegt im Südwesten der Woiwodschaft Ermland-Masuren, 17 Kilometer südwestlich der früheren Kreisstadt Neidenburg (polnisch Nidzica) bzw. sechs Kilometer nördlich der jetzigen Kreismetropole Działdowo (deutsch Soldau).

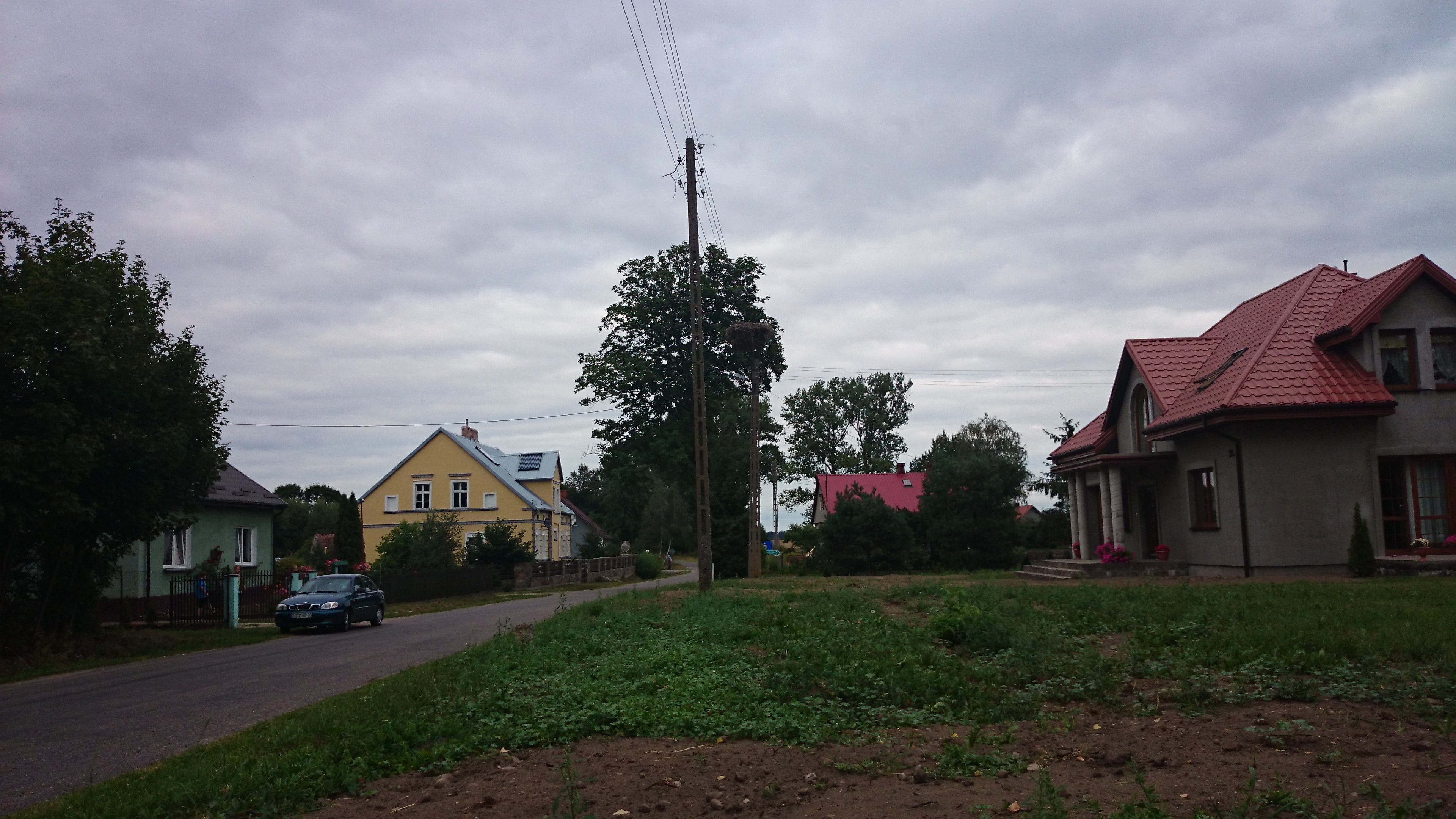
Dorfstraße in Klęczkowo

## Geschichte
Das kleine Dorf, das vor 1905 Klentzkau geschrieben wurde, wurde 1369 gegründet. 1874 wurde das Dorf in den neu errichteten Amtsbezirk Klein Koslau (polnisch Klozłówko) eingegliedert, der zum ostpreußischen Kreis Neidenburg gehörte. Im Jahre 1910 zählte Klenzkau 231 Einwohner.
Am 1. Januar 1920 wurde das Soldauer Gebiet an Polen abgetreten und gehörte bis 1939 zur Woiwodschaft Toruń. Am 25. Januar 1939 fand die Rückführung in das Deutsche Reich statt, und Klenzkau war jetzt in die Landgemeinde Wilmsdorf (polnisch Wilamowo) im Amtsbezirk Borchersdorf (polnisch Burkat) im Neidenburger Kreis eingegliedert.
1945 wurde in Kriegsfolge das gesamte südliche Ostpreußen an Polen überstellt. Klenzkau erhielt die zwischen 1920 und 1939 bereits geltende Namensform „Klęczkowo“ und ist heute eine Ortschaft innerhalb der Landgemeinde Gmina Działdowo (Soldau) im Powiat Działdowski (Kreis Soldau), bis 1998 der Woiwodschaft Ciechanów, seither der Woiwodschaft Ermland-Masuren zugehörig. Im Jahre 2011 zählte das Dorf 121 Einwohner.

## Kirche
Klenzkau war vor 1945 in die evangelische Kirche Borchersdorf (Kreis Neidenburg) (polnisch Burkat) in der Kirchenprovinz Ostpreußen der Kirche der Altpreußischen Union, außerdem in die römisch-katholische Kirche Soldau eingepfarrt. Heute gehört Klęczkowo katholischerseits zur Pfarrei der St.-Johannes-Paul-II.-Kirche Burkat im Bistum Toruń, evangelischerseits zur Pfarrkirche in Działdowo in der Diözese Masuren der Evangelisch-Augsburgischen Kirche in Polen.

## Verkehr
Klęczkowo liegt im südlichen Drittel eines Dreiecks, dass die Woiwodschaftsstraßen 538, 542 und 545 bilden. Von allen drei Straßen besteht eine Verbindung zu dem Dorf.
Die nächste Bahnstation ist Krasnołąka (Schönwiese) an der Bahnstrecke Działdowo–Olsztyn (deutsch Soldau–Allenstein).